# Jiří Šebánek
Jiří Šebánek (8. února 1930 Trutnov – 4. dubna 2007 Praha) byl český scenárista, spisovatel, komik a jeden ze zakladatelů cimrmanologie.
Původně pracoval jako redaktor v Československém rozhlase, kde se spřátelil se Zdeňkem Svěrákem a spolu v půli 60. let vymysleli mystifikační rozhlasový pořad Nealkoholická vinárna U Pavouka. Zde se poprvé objevila postava Járy Cimrmana, původně míněného jako současný řidič parního válce a amatérský sochař. Roku 1966 Šebánek přišel s myšlenkou založit Cimrmanovo divadlo, kde působil jako spoluautor (se Svěrákem a Ladislavem Smoljakem) a herec. Už roku 1969 však z důvodu osobních i uměleckých neshod (zejména se Smoljakem) z divadla odešel – jeho hra Domácí zabijačka byla pak na jeho vlastní žádost z repertoáru stažena, ale v seminářích řada Šebánkových textů zůstala jako součást jiných představení.
Později Šebánek založil paralelní cimrmanologický badatelský tým Salón Cimrman, kde rozvíjel cimrmanovskou mystifikaci ve svém, dřevním dobám věrnějším duchu. Zde spolupracoval s dalším legendárním cimrmanologem Karlem Velebným, s nímž vydal zvukové album Jazzman Cimrman (1985), a také s Miloněm Čepelkou, který se jako jediný cimrmanolog účastnil obou „konkurenčních“ skupin.
Mezi jeho další úspěšné projekty patřil večerníček Bob a Bobek nebo televizní pořad Chcete mě? (s Martou Kubišovou a Zdeňkem Srstkou). Několik realizovaných scénářů napsal s Miloněm Čepelkou.

## Dílo

### Divadelní hry
- 1968 – Domácí zabijačka

### Divadelní role
- Akt – Žíla
- Vyšetřování ztráty třídní knihy – ředitel
- Domácí zabijačka – Zvěřina

V Hospodě Na mýtince měl zastat roli Hostinského, ale kvůli odchodu ze souboru se této role nedočkal. Místo něj tuto roli ztvárnil Jan Klusák.

### Autor nebo spoluautor knih
- 1970 – Souboj v éteru
- 1970 – Jára (da) Cimrman: Sborník o životě a díle českého polyhistora
- 1980 – Jakou barvu má mládí
- 1989 – Cimrman v říši hudby (spoluautor)
- 1991 – Já, Jára Cimrman
- 1998 – Byli jsme a buben: Odvrácená tvář Járy Cimrmana
- 1998 – Vinárna u Pavouka (se Z. Svěrákem)
- 2001 – Za Járou Cimrmanem až do hrobu: Anabáze Cimrmanova šťastného konce
- 2003 – Laco Deczi na plný plyn

posmrtně vydáno
- 2008 – Bob a Bobek, králíci z klobouku
- 2013 – Domácí zabijačka (scénář divadelní hry)
- 2021 – Bob a Bobek

### Rozhlasové pořady
- 1965–1969 – Nealkoholická vinárna U Pavouka

### Televizní pořady a seriály
- 1981 – Škola za školou
- 1992 – Chcete mě?
- 1999 – Salón Cimrman – režie Jan Plesník

### Scénáře a náměty k filmům
- 1966 – Vrah skrývá tvář (námět)
- 1977 – Parádní číslo (scénář, s M. Čepelkou) – režie Jiří Krejčík
- 1979 – Dům pro Helenu (scénář, s M. Čepelkou a V. Hrubínem)
- 1983 – Škatule, škatule, hejbejte se (scénář, s M. Čepelkou)
- 1989 – Volná noha (scénář, s Juliem Matulou)
- 1990 – Vracenky (námět)
- 1997 – Stůj, nebo se netrefím! (scénář, s M. Čepelkou)

### Scénáře večerníčků
- 1979, 1985, 1995 – Bob a Bobek – králíci z klobouku (s Vladimírem Jiránkem a Jaroslavem Pacovským)
- 1987 – Rok se skřítkem Vítkem
- 1992 – Lux a Delux (s J. Pacovským)